# Dragoneante
Dragoneante es el nombre que recibe aquel efectivo militar en el rango que recibe el mismo nombre, inmediatamente superior al de soldado y por debajo del aspirante (ejercito).

## Argentina
En Argentina, el dragoneante es el segundo escalafón en orden de menor grado. Es una distinción al mérito, por su desenvolvimiento como soldado destacado y capacidad general. Posee insignia de uniforme como un suboficial pero sólo con una "V", existiendo además el grado de primer dragoneante, como mayor mérito dentro de su unidad, y por sobre los restantes dragoneantes también soldados destacados. Al momento de su baja del servicio (Servicio Militar Obligatorio o S.M.O.) el primer dragoneante pasa a ser cabo primero de reserva, y el resto de los dragoneantes cabos de reserva.
Todos ellos que encuentran por debajo de los voluntarios, cuando aún se encontraran cumpliendo con el S.M.O. como soldados. En caso de su reincorporación, pasarían a ser superiores a los voluntarios.

## Chile
En Chile se le conoce como cabo dragoneante al que acontece inmediatamente después de que un soldado dragoneante ha cumplido los requisitos académicos y militares del primer y segundo periodo en común en la Escuela de Suboficiales del Ejército de Chile en su calidad de alumno, pasando a su tercer año a la Escuela de Armas o Servicios con el grado de cabo dragoneante manteniendo aún la condición de alumno. En esta escuela completa su formación profesional y queda en condiciones según los requisitos académicos y militares para pasar a formar parte del personal del cuadro permanente con el grado de cabo.

## Colombia
En Colombia el dragoneante es un soldado en prestación del servicio militar que se destaca y, luego de seguir un entrenamiento especial de mando y liderazgo, obtiene una distinción que le es otorgada en una ceremonia militar cambiando sus presillas por unas con un rombo negro para que pueda ejercer su mando y liderazgo sobre otros soldados de su misma jerarquía e inferiores.
Tambien es denominado Dragoneante en Colombia al servidor publico que trabaja en el Instituto Nacional Penitenciario y Carcelario, tras la aprobación del curso realizado en la Escuela Penitenciaria Nacional.